# Liste der Kulturgüter in Locarno
Die Liste der Kulturgüter in Locarno enthält alle Objekte in der Gemeinde Locarno im Kanton Tessin, die gemäss der Haager Konvention zum Schutz von Kulturgut bei bewaffneten Konflikten, dem Bundesgesetz vom 20. Juni 2014 über den Schutz der Kulturgüter bei bewaffneten Konflikten sowie der Verordnung vom 29. Oktober 2014 über den Schutz der Kulturgüter bei bewaffneten Konflikten unter Schutz stehen.
Objekte der Kategorien A und B sind vollständig in der Liste enthalten, Objekte der Kategorie C fehlen zurzeit (Stand: 1. Januar 2023).

## Kulturgüter
| Foto |                                                                                           | Objekt | Kat. | Typ | Standort                                | Beschreibung |
| ---- | ----------------------------------------------------------------------------------------- | --- | ---- | --- | --------------------------------------- | ------------ |
| ja   | Datei hochladen · Wikidata zu Schloss Visconteo (Q3662393)                                | Castello Visconteo KGS-Nr.: 05507                                                                                      | A    | G   | Via al Castello 704628 / 113848         |              |
| ja   | Datei hochladen · Wikidata zu Kirche San Francesco und ehemaliges Kloster (Q3670140)      | Kirche San Francesco und ehemaliges Kloster / Chiesa di San Francesco e antico convento KGS-Nr.: 05508                 | A    | G   | Piazza San Francesco 19 704489 / 113801 |              |
| ja   | Datei hochladen · Wikidata zu Kirche Santa Maria Assunta und Casa dei Canonici (Q3673296) | Kirche Santa Maria Assunta und Casa dei Canonici / Chiesa di Santa Maria Assunta e Casa dei Canonici KGS-Nr.: 05509    | A    | G   | Via Cittadella 17 704660 / 114016       |              |
| ja   | Datei hochladen · Wikidata zu Kirche Santa Maria in Selva (Q3674141)                      | Kirche Santa Maria in Selva und Friedhof / Chiesa di Santa Maria in Selva e cimitero KGS-Nr.: 05510                    | A    | G   | Via Vallemaggia 704225 / 114052         |              |
| ja   | Datei hochladen · Wikidata zu Pinakothek der Gemeinde Locarno (Q27484767)                 | Kommunale Pinakothek Casa Rusca / Pinacoteca comunale Casa Rusca KGS-Nr.: 08637                                        | A    | S   | Piazza Sant’Antonio 1 704482 / 114011   |              |
| ja   | Datei hochladen · Wikidata zu Casorella (Q29527244)                                       | Casorella KGS-Nr.: 09266                                                                                               | A    | G   | Via Bartolomeo Rusca 5 704642 / 113886  |              |
| ja   | Datei hochladen · Wikidata zu Grundschule Saleggi (Q29527266)                             | Grundschule Saleggi / Scuola elementare ai Saleggi KGS-Nr.: 09490                                                      | A    | G   | Via delle Scuole 10 704675 / 113222     |              |
| ja   | Datei hochladen · Wikidata zu Mittelschule (Q29527271)                                    | Mittelschule / Scuola media KGS-Nr.: 09491                                                                             | A    | G   | Via Giovanni Varesi 30 704788 / 113357  |              |
| ja   | Datei hochladen · Wikidata zu Tessiner Kantonsbibliothek Locarno (Q27484692)              | Bestände der Kantonsbibliothek, Palazzo Morettini / Fondi della biblioteca cantonale, Palazzo Morettini KGS-Nr.: 11762 | A    | S   | Via Cappuccini 12 704746 / 114167       |              |
| ja   | Datei hochladen · Wikidata zu Archäologie- und Stadtmuseum Locarno (Q27484731)            | Museo civico e archeologico KGS-Nr.: 11788                                                                             | A    | S   | Piazza Castello 704625 / 113843         |              |
| BW   | Datei hochladen · Wikidata zu Haus Negromante (Q3661234)                                  | Casa del Negromante KGS-Nr.: 05506                                                                                     | B    | G   | Via Borghese 14 704611 / 114119         |              |
| BW   | Datei hochladen · Wikidata zu Haus Rusca Bellerio (Q29884290)                             | Casa Rusca Bellerio KGS-Nr.: 05511                                                                                     | B    | G   | Via Sant’Antonio 11 704549 / 113991     |              |
| ja   | Datei hochladen · Wikidata zu Haus Rusca (Q29884288)                                      | Casa Rusca KGS-Nr.: 05512                                                                                              | B    | G   | Piazza Sant’Antonio 5 704482 / 114011   |              |
| ja   | Datei hochladen · Wikidata zu Pfarrkirche Sant’Antonio Abate (Q3682915)                   | Pfarrkirche Sant’Antonio Abate / Chiesa parrocchiale di Sant’Antonio Abate KGS-Nr.: 05513                              | B    | G   | Piazza Sant’Antonio 704451 / 114043     |              |
| ja   | Datei hochladen · Wikidata zu Gebäude der Società Elettrica Sopracenerina (Q29884299)     | Gebäude der Società Elettrica Sopracenerina / Palazzo della Società Elettrica Sopracenerina KGS-Nr.: 05516             | B    | G   | Piazza Grande 5 704835 / 113993         |              |
| BW   | Datei hochladen · Wikidata zu Stadtarchiv Locarno (Q27484662)                             | Stadtarchiv Locarno / Archivio della città di Locarno KGS-Nr.: 08884                                                   | B    | S   | Piazzetta de’Capitani 2 704753 / 114096 |              |
| ja   | Datei hochladen · Wikidata zu Morettini Palast (Q3890518)                                 | Palazzo Morettini KGS-Nr.: 11791                                                                                       | B    | G   | Via Cappuccini 12 704743 / 114161       |              |
| ja   | Datei hochladen · Wikidata zu Kapelle der Auferstehung (Q29884280)                        | Kapelle der Auferstehung / Cappella della Resurrezione KGS-Nr.: 11952                                                  | B    | G   | Via alle Robinie 704476 / 114679        |              |
| ja   | Datei hochladen · Wikidata zu Casa Bianchetti (Q29884282)                                 | Casa Bianchetti KGS-Nr.: 11953                                                                                         | B    | G   | Via Giuseppe Zoppi 10 704389 / 114591   |              |
| BW   | Datei hochladen · Wikidata zu Reschigna Haus (Q29884285)                                  | Casa Reschigna KGS-Nr.: 11954                                                                                          | B    | G   | Via Sant'Antonio 3 704588 / 113989      |              |
| ja   | Datei hochladen · Wikidata zu Kirche und Kloster Santa Caterina (Q3672927)                | Kirche und Kloster Santa Caterina / Chiesa e convento di Santa Caterina KGS-Nr.: 11955                                 | B    | G   | Via Santa Caterina 2, 4 704978 / 114137 |              |
| ja   | Datei hochladen · Wikidata zu Grabdenkmal für Giovanni Orelli (Q29884296)                 | Grabdenkmal für Giovanni Orelli / Monumento funebre di Giovanni Orelli KGS-Nr.: 11956                                  | B    | G   | Piazza San Francesco 704462 / 113845    |              |
| ja   | Datei hochladen · Wikidata zu Prätorianerpalast (Q29884297)                               | Prätorianerpalast / Palazzo del Pretorio KGS-Nr.: 11957                                                                | B    | G   | Via della Pace 6 705015 / 113866        |              |
| BW   | Datei hochladen · Wikidata zu Franzoni-Palast (Q29884301)                                 | Franzoni-Palast / Palazzo Franzoni KGS-Nr.: 11958                                                                      | B    | G   | Vicolo Cappuccini 3 704841 / 114144     |              |
| ja   | Datei hochladen · Wikidata zu Gemeindeturm (Q29884305)                                    | Gemeindeturm / Torre del Comune KGS-Nr.: 11959                                                                         | B    | G   | Vicolo alla Torre 704714 / 114016       |              |
| ja   | Datei hochladen · Wikidata zu Piazza Grande (Q3902225)                                    | Piazza Grande KGS-Nr.: 17214                                                                                           | B    | G   | Piazza Grande 704820 / 114023           |              |